# Kemberg (Saxe-Anhalt)
Pour les articles homonymes, voir Kemberg (homonymie).
Kemberg (en allemand : /ˈkɛmˌbɛʁk/ ) est une ville située dans l'arrondissement de Wittemberg en Saxe-Anhalt, en Allemagne.
La ville se trouve à la limite nord du parc naturel Dübener Heide (de). Kemberg comprend les subdivisions de Bergwitz, Klitzschena et Ateritz.

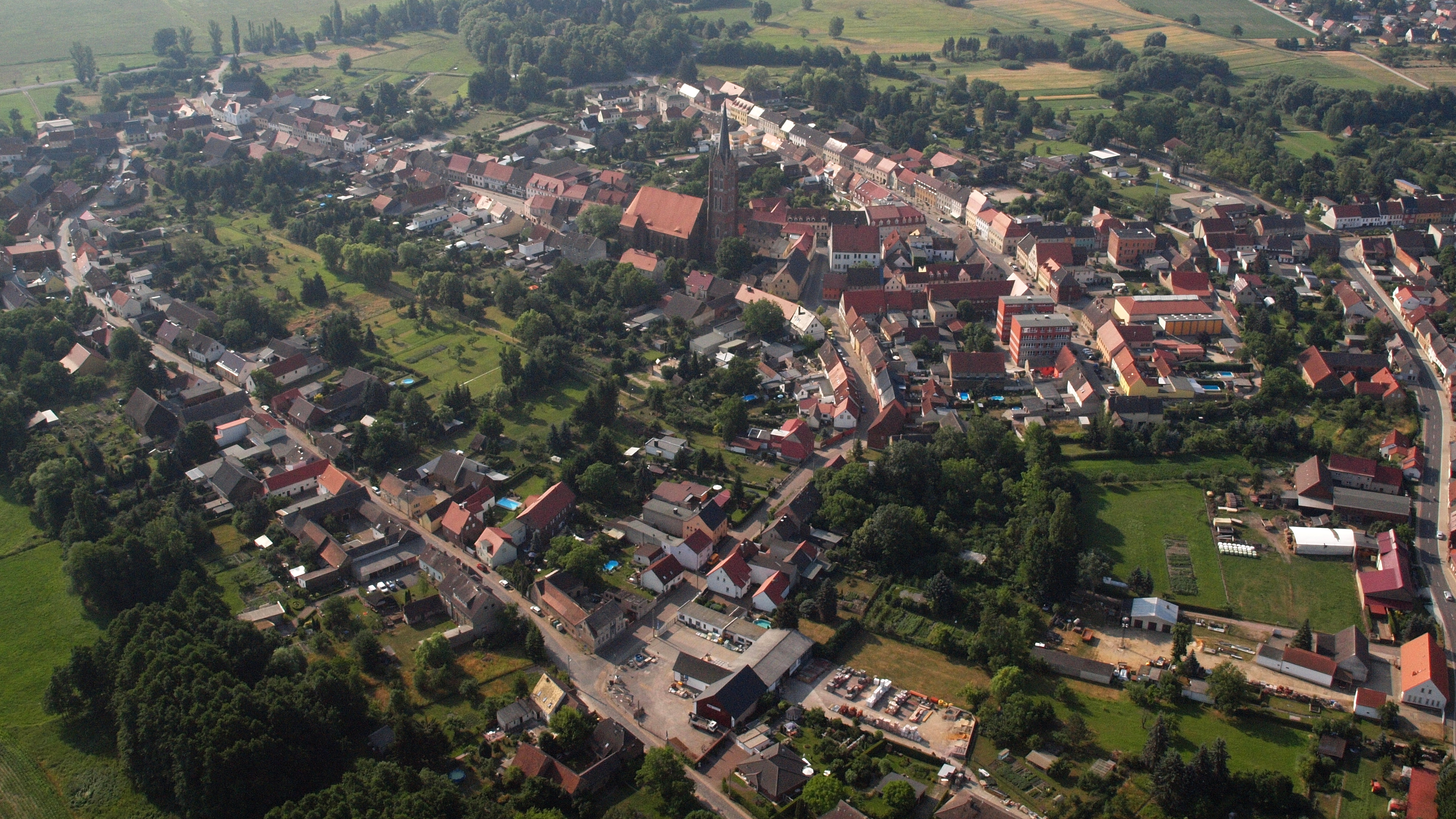
Kemberg, vue aérienne.

## Personnalités liées à la ville
- Wilhelm Traugott Krug (1770-1842), philosophe né à Radis.
- Johann Gottlieb Wolfsteller (1794-1867), facteur d'orgues né à Rackith.
- Johann Gottfried Galle (1812-1910), astronome né à Radis.
- Richard Bartmuss (1859-1910), organiste et compositeur né à Schleesen.
- Friedrich-Werner von der Schulenburg (1875-1944), diplomate né à Kemberg.
- Helmut Köhler (1928-2009), homme politique né à Kemberg.